# Norton Zinder
Norton Zinder (ur. 7 listopada 1928 w Nowym Jorku, zm. 3 lutego 2012 tamże) – amerykański biolog, znany z odkrycia transdukcji wraz z Joshuą Lederbergiem w 1951 roku. Ukończył Bronx High School of Science i Uniwersytet Columbia. Następnie obronił doktorat na University of Winsconsin. Od 1952 pracował na Uniwersytecie Rockefellera. Zmarł na zapalenie płuc.